# Liv Inger Somby

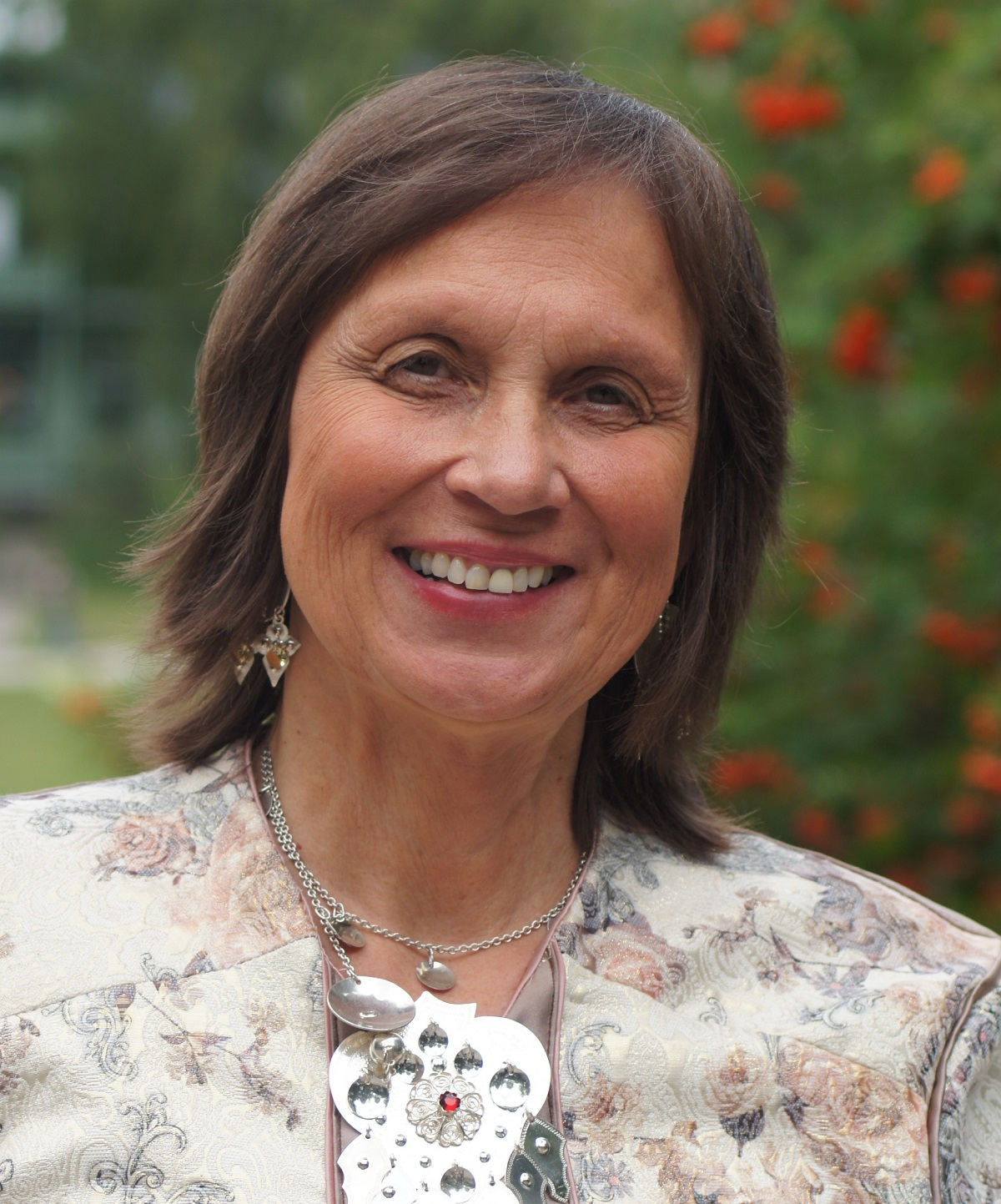
Liv Inger Somby (2019)

Liv Inger Somby (* 25. März 1962 in Guohppenjavvi bei Gáregasnjárga, Gemeinde Ohcejohka (finnisch Utsjoki) in Finnland) ist eine samisch-norwegische Journalistin, Autorin und Hochschullehrerin. Sie ist auf indigenen Journalismus spezialisiert und unterrichtet an der Sámi allaskuvla (Samische Hochschule) in Guovdageaidnu (Kautokeino).

## Leben

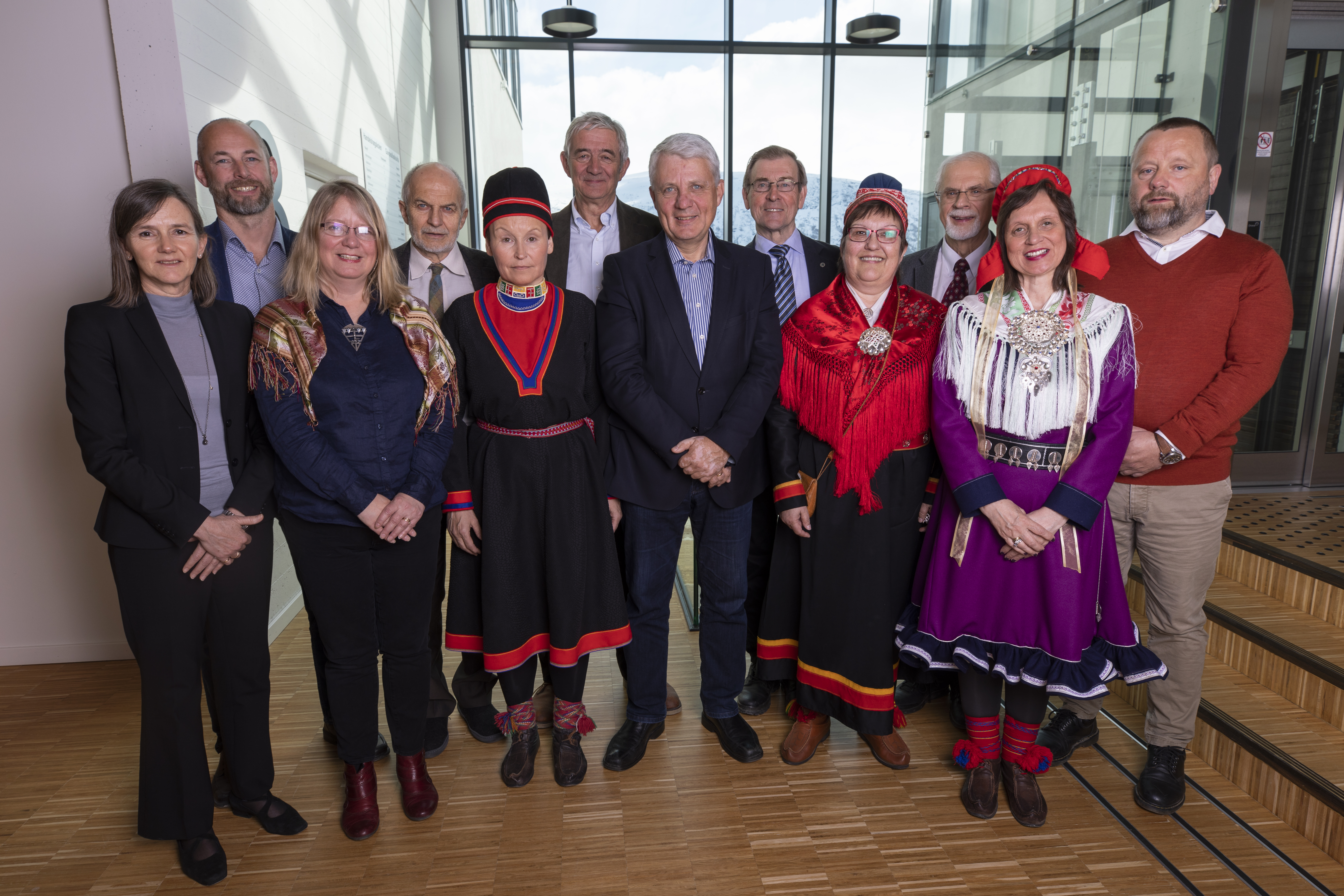
Die norwegische Wahrheits- und Versöhnungskommission (Somby, 2. von rechts; 2019)

Somby wurde 1962 im Dorf Guohppenjavvi geboren, das zur Gemeinde Utsjoki (nordsamisch Ohcejohka) gehört. Ihre Ausbildung erhielt sie an der Hochschule Finnmark/Universität Tromsø, der Norwegischen Journalistenhochschule (heute Oslomet), der Letchworth Central High, New York und der Samischen Hochschule.
Von 1988 bis 2017 war Somby 30 Jahre lang journalistisch tätig. In dieser Zeit arbeitete sie für das Schwedische Fernsehen (SVT), den Norwegischen Rundfunk (NRK) und dessen samische Abteilung NRK Sápmi in Kautokeino.
Als Beraterin wirkte Somby von 2010 bis 2011 am „Gáldu“ (Ressourcen-Zentrum für die Rechte indigener Völker) in Kautokeino mit. Es gehört seit Januar 2017 zur Norwegischen Menschenrechts-Institution (Norges institusjon for menneskerettigheter (NIM)). Sie war Mitglied der Wahrheits- und Versöhnungskommission (Sannhets- og forsoningskommisjonen), die für den Storting die norwegische Politik und das Fehlverhalten gegen Sámi, Kvenen und norwegische Finnen untersuchte.
Seit 2017 unterrichtet Somby indigenen Journalismus an der Samischen Hochschule (englische Eigenbezeichnung: Sámi University for Applied Sciences) in Kautokeino.

## Schriften (Auswahl)
- Mediagirji (nordsamisch). Karasjok 1998.
- Sápmi. The indigenous people of northern Europe. Norwegische Regierung (Hrsg.), 2000.
- Mit Aino Hivand: Media (nordsamisch). Davvi Girji, Karasjok 2000.
- Mit Lars Theodor Kintel: Mediagirjje (lulesamisch). Davvi Girji, Karasjok 2006.

## Filmografie
- 2008: Reinlykke – Achtteilige TV-Dokumentation des NRK (Casting Director)
- 2013: Gollegiisá – TV-Dokumentation des NRK (Sprecherin).